# Nemški sviščevec
Nemški sviščevec (znanstveno ime Gentianella germanica) je zelnata trajnica iz družine sviščevk.

## Opis
Rastlina zraste do 50 cm visoko in ima golo, razraslo steblo. Pritlični listi so narobe jajčasti, stebelni pa so jajčasti in priostreni. Na steblo so nameščeni nasprotno. Pritlični listi se v času cvetenja rastline po večini posušijo.  Cvetovi so petštevni, rdeče vijolične barve in imajo cevasto oblikovano čašo ter gole, suličaste čašne zobce. 
Rastlina uspeva po pustih travnikih in nizkih barjih Evrope, kjer cveti od junija do oktobra.